# Vietnam - Verità da dimenticare
Vietnam - Verità da dimenticare (In Country) è un film del 1989 diretto da Norman Jewison, e interpretato da Bruce Willis.
Per la sua interpretazione Bruce Willis ricevette una nomination al Golden Globe per il miglior attore non protagonista.